# Барка (ТВ серија)
Барка (шп. El barco) шпанска је телевизијска серија снимана од 2011. до 2013.
У Србији је 2016. емитована на каналу Пинк 2.

## Синопсис
Школско путовање на броду „Поларна звезда“ обећава ново и узбудљиво искуство за 40 младих студената. За два месеца крстарења, они треба да се упознају, заљубе и прате инструкције својих професора.
Пред самим циљем, брод губи правац због олује која је настала после пробе акцелератора у Женеви. Услед глобалне катаклизме – изгубљени су на мору. Преживели чланови посаде, несвесни размера катастрофе, покушавају да остваре контакт са копном. Безуспешно.
Након великог потопа нестају континенти, а чланови посаде брода једини преживљавају драматичну олују и њихов главни циљ постаје проналазак и најмањег дела копна који би им спасио живот. Само неколико путника, повезаних са мистериозним пројектом „Алехандрија“, зна шта се догодило.
Уплашени чланови посаде постају свесни да постоји могућност да су управо они једини преживели становници планете, због чега настају нови проблеми – суочавају се са најдубљим људским емоцијама и страховима, неверицом, али и бројним питањима на које је тешко дати одговор. Једно од њих свакако јесте, на који начин преживети у ограниченом простору и са минималним ресурсима, али и шта је, заправо, потребно човеку да би живео? Неизвесност и непредвидивост утичу на међуљудске односе главних јунака који из епизоде у епизоду бивају све напетији и компликованији.

## Сезоне
| Сезона | Сезона | Број епизода | Приказивање у Шпанији                   | Приказивање у Србији                           |
| ------ | ------ | ------------ | --------------------------------------- | ---------------------------------------------- |
|        | 1      | 13 (1 – 13)  | 17. јануар 2011 — 25. април 2011. ()    | 1. новембар 2016 — 17. новембар 2016. (Пинк 2) |
|        | 2      | 14 (14 – 27) | 8. септембар 2011 — 5. јануар 2012. ()  | 18. новембар 2016 — 7. децембар 2016. (Пинк 2) |
|        | 3      | 16 (28 – 43) | 18. октобар 2012 — 21. фебруар 2013. () | 8. децембар 2016 — 29. децембар 2016. (Пинк 2) |

## Улоге
| Глумац:                   | Улога:                      |
| ------------------------- | --------------------------- |
| Марио Касас               | Улисес Гармендија           |
| Бланка Суарез             | Аиноа Монтеро               |
| Хуанхо Артеро             | капетан Рикардо Монтеро     |
| Ирене Монтала             | Хулија Вилсон               |
| Луис Каљехо               | Хулијан де ла Куадра        |
| Неус Санз                 | Саломе Паласиос             |
| Хуан Пабло Шак            | Ернесто Гамбоа              |
| Иван Масахе               | Роберто Кардењоса „Бурбуха“ |
| Марина Салас              | Вилма Љоренте               |
| Бернабе Фернандез         | Андрес Паломарес            |
| Хавијер Ернандез Родригез | Педро Хиронес „Пити“        |
| Патрисија Арбуес          | Валерија Монтеро            |
| Давид Сеихо               | Рамиро Медина               |
| Гиселе Калдерон           | Естела Монтес               |
| Белен Руеда               | Леонор                      |
| Гиљермо Бариентос         | Том                         |
| Алба Ривас                | Елена                       |
| Данијел Ортиз             | Виктор                      |
| Хан Корнет                | Максимо „Макс“ Делгадо      |
| Ектор Алтерио             | Вентура                     |
| Габријел Анхел Делгадо    | „Ратон“                     |
| Летисија Долера           | Маримар                     |
| Алберто Ђо Ли             | Чо Сунг                     |
| Нареа Камачо              | Сандра                      |